# Cratere Bath
Bath è un cratere sulla superficie di Gaspra.